# Jotun (игра)
Jotun (с англ. — «Ётун») — приключенческая инди-игра, разработанная независимой студией Thunder Lotus Games. В ней игрок управляет воительницей-викингом, которая умерла бесславной смертью и попала в чистилище. Боги решили дать ей шанс вознестись Вальхаллу если она победит великанов ётунов. Игрок также изучает пространства чистилища в поисках рун и других предметов, наделяющих героиню магическими способностями. Игра вышла на персональных компьютерах Windows, macOS, и Linux 29 сентября 2015 года. Версия для Wii U была выпущена 8 сентября 2016 года, для PlayStation 4 и Xbox One — 9 сентября 2016 года, для Nintendo Switch — 27 апреля 2018 года и для Google Stadia — 26 мая 2020 года.
Разработкой игры занималась независимая студия Thunder Lotus Games. Jotun изначально задумывалась, как мобильная игра, но после того, как команда получила слишком много денежных средств на Kickstarter, они решили создать более масштабную игру. Отличительная особенность в Jotun — полностью отрисованные вручную анимации, напоминающие мультипликацию 80-х и 90-х годов. Разработчики хотели сделать особый акцент на раскрытии скандинавской мифологии, исследовании уровней и эпических сражениях с боссами-гигантами.
Игровые критики в целом оставили положительные отзывы об игре, хваля её необычный для игр художественный стиль, раскрытие внутриигровой вселенной, а также сражения с боссами, играющими особо важную роль в общем игровой процессе. Некоторые критики сочли игровые локации слишком пустующими, а также раскритиковали слишком неотзывчивое управление героиней во время боя.

## Игровой процесс
В Jotun игрок берёт на себя управление недавно умершей героини Торы — славной женщины-викинга, но которая затонула в море, упав за борт. Тору постигла бесславная смерть и она попадает в загробный мир. Скандинавские боги-асы решают дать шанс попасть в рай Вальхаллу, если Тора сумеет собрать все магические руны и победить великанов, олицетворяющих разные стихии. Все диалоги в игре ведутся на исландском языке.
Игра представляет собой двухмерный приключенческий боевик с элементами головоломки и исследования. Перед тем, как столкнуться с игровыми боссами, Тора должна исследовать окружающий её мир. В начале героиня вооружена топором, она может атаковать им и перекатываться. По мере прохождения, боги передают Торе новые заклинания, например Тор дарует временную силу Мьёльнира, приумножая ситу атаки, Хеймдаль — защитный щит, Фрейя — способность гораздо быстрее передвигаться, Фригг — восстанавливать здоровье а Локи — возможность использовать приманки-бомбы. Когда игрок применяет магию, он тратит их заряд, который можно восстановить у особых колодцев.
Большею часть прохождения, игрок будет исследовать локации, занимаясь поиском рун, улучшений здоровья и статуй богов, наделяющих божественной силой. В пути требуется преодолевать ловушки и решать головоломки. Игра поделена на девять уровней, каждый уровень в игре разделён на три локации, в двух из них можно свободно путешествовать. В каждой локации спрятана одна руна, собрав две руны, игрок открывает доступ к третьей локации, где его ждёт сражение в боссом. Игровые боссы в игре медлительны но массивны. Игрок должен всячески избегать прямого удара, босс также может кидать вражеских NPC в героиню. Способы атак связаны с природными элементами великанов. Например ледяной великан превращает поверхность в лёд, усложняя перемещение героини, а огненный великан насылает огненные смерчи.
Для версий для PS4 и Xbox One было выпущено расширенное издание Valhalla Mode, вводящее дополнительного босса, доступного после основного прохождения. Также были доработаны битвы с имеющимися врагами, в частности им были добавлены новые способности, делающие битву разнообразнее, но и сложнее.

## Разработка
Разработкой игры занималась Thunder Lotus Games. Ещё в 2014 году студия задумывала заняться разработкой мобильных игр и в качестве ключевой миссии для своей студии избрали идею разработки игр с качественной рисованной анимацией, привлекая в команду нескольких талантливых аниматоров, ранее работавших над мобильными играми. Lotus Games затем запустила компанию по сбору средств на Kickstarter. Почти мгновенно сборы превысили 60.000 долларов. Тогда разработчики решили создать более масштабный проект уже на более традиционных игровых платформах и расширить свою команду. Команда также заручилась финансовой поддержкой у правительства Канады, но не стремились заключать контракты с крупными издателями, боясь потери контроля над творческой свободой. Разработка игры велась в условиях активной обратной связи с интернет пользователями. Фанаты играли ключевую роль в закрытых альфа и бета- тестированиях игры. Подразделение Nintendo of America также финансировало рекламу игры.
Уилл Дюбе, креативный директор заметил, что всегда увлекался мифами о сотворении мира, «Божественной комедией», поэмой о Беовульфе. Старинные произведения и мифы по его мнению наполнены безумными и неожиданными деталями. Скандинавская мифология отличается своей эпичностью. Разработчики тщательно изучали справочники по скандинавской мифологии, чтобы изобразить её достоверно, ссылаясь на то, что популярные медиа склонны сильно искажать канон, как например история с Тором в Марвел. Само название игры отсылает к ётунам — великанам, с которыми игровой персонаж должен сразиться. Дюбе заметил, что игрой определённо заинтересуются поклонники скандинавской мифологии и будут проверять игру на достоверность. Каждый игровой босс создавался по образам реальных персонажей, например Иса, зимний ётун создан по образу Трима, а Каунан, огненный ётун основан на Суртуре. Тем не менее для реализации геймплея, разработчики пошли на некоторые компромиссы, например, основное место действия происходит в чистилище, которого нет в скандинавской мифологии. Прописывание внутриигровой истории гармонично сочеталось с проработкой дизайна уровней. Игрок раскрывает для себя тайны мифологии через изучение окружающего пространства.
Thunder Lotus Games на фоне остальных инди-студий отличается тем, что в ней работает команда профессиональных аниматоров, в частности все анимации в игре нарисованы вручную художниками Жо-Энни Готье, Александром Бойером и другими, подражая классической анимации Studio Ghibli и Disney в период ренессанса из 80-х и 90-х годов. Разработчики называли проведённую работу колоссальной, учитывая, что все анимации в игре рисовались покадрово, общая продолжительность анимаций превысила 6 часов. Для персонажей и особенно боссов требовалось создать все нужные анимации в пяти разных углах, в некоторых местах присутствует кукольная анимация.
На ранних стадиях разработки, команда хотела ввести процедурную генерацию уровней, но решили сосредоточиться на других аспектах игрового процесса. Особый акцент в Jotun был сделан на исследовании игровых пространств и эпическом сражении с игровыми боссами. Разработчики хотели, чтобы игрок тратил на два этих основных аспекта примерно половину времени от всего прохождения. В битве с боссами содержится значительная часть игрового материала. Закрытые бета тестирования позволяли выявить основные недостатки в дизайне и игровом процессе. Например чтобы решить проблему с некоторыми излишне пустыми уровнями, в игру был добавлен змей Ёрмунганд или гномы, которые поклоняются пещерному ётуну и нападают на героиню, когда она вторгаетесь в их владения. Дюбе заметил, что битвы с боссами создавались сложными но упоминал что некоторые игроки по прежнему не были довольны уровнем сложности в игре. Для них было выпущено дополнение, вводящее режим Valhalla с повышенным уровнем сложности, но который можно будет разблокировать только после основного прохождения.

## Анонс и выпуск
О разработке игры было известно с самой её начальной стадии, так как разработчики собирали денежные средства на Kickstarter и активно освещали все этапы разработки. Jotun демонстрировалась на выставке PAX East 2015. Выпуск игры для персональных компьютеров Windows, macOS, и Linux состоялся 29 сентября 2015 года. Jotun стала популярной в Steam и получила восторженные отзывы у игроков прежде всего из-за полностью нарисованной анимации. Редакция IGN причислила Jotun к играм с самой впечатляющей графикой 2015 года.
В марте 2016 года стало известно о предстоящем выпуске расширенного издания Jotun: Valhalla Edition на игровых приставках Xbox One, PlayStation 4, и Wii U, чей выпуск был запланирован на лето этого года. Владельцы игровых копий для ПК получили дополнительный контент в виде бесплатного обновления. Wii U версия демонстрировалась на выставке E3 2016. Специально в эту версию разработчики добавили поддержку сенсорного экрана, пользуясь опытом разработки мобильных игр. Jotun рекламировалась, как одна из ключевых инди-игр для приставки Wii U. Выход игры на Wii U состоялся 8 сентября 2016 года, на PlayStation 4 и Xbox One — 9 сентября 2016 года. 7 апреля 2018 года состоялся выход версии для Nintendo Switch.

## Музыка
Музыкальное сопровождение к игре написал Максим Лакост-Лебюи или Max LL, музыка к игре была записана с участием столичного оркестра Большого Монреаля. Композитор заметил, что впервые за свою карьеру сочинял столь эпические мелодии. Саундтрек призван подчеркнуть атмосферные уровни в игре во время исследований, так и масштабные сражения с великанами. Для Уилла Дубе, руководящего разработкой было принципиально важно найти профессионального композитора, так как по его мнению хорошая музыка не менее важна хорошего игрового процесса. Для Max LL это был первый проект, связанный с видеоигрой, а также первая возможность создать оркестровую музыку. Композитор стремился создать сложные оркестровые аранжировки, отражающие эпичность сюжета, при этом работа над треками была закончена лишь за несколько дней до релиза игры. Позже композитор признается, что перестарался со сложностью композиций, так как дальнейший опыт работы над оркестровой музыкой позволил ему понять, что сложность — не главное её качество.
| - 1. Jotun — 02:08 - 2. Inglorious — 01:34 - 3. Prologue — 00:57 - 4. A Journey Begins — 03:17 - 5. Jera — 03:10 - 6. Yggdrasil — 03:44 - 7. A City Underground — 03:21 - 8. Fehu — 03:09 - 9. Nine Rivers — 03:19 - 10. The Serpent — 03:19 | - 11. The Gates — 00:36 - 12. Facing Frost — 04:19 - 13. Wind Witherer — 02:33 - 14. Constellations — 03:00 - 15. Storms — 02:55 - 16. The Marsh — 02:49 - 17. Sons — 02:20 - 18. In Flames — 03:18 - 19. Final Confrontation — 03:20 - 20. I Am Thora — 00:50 |

## Критика
| Сводный рейтинг       | Сводный рейтинг                                             |
| Агрегатор             | Оценка                                                      |
| --------------------- | ----------------------------------------------------------- |
| GameRankings          | PC: 82,17 % XONE: 73,00 % PS4: 70,50 %                      |
| Metacritic            | PC: 79/100 WIIU: 79/100 PS4: 72/100 XONE: 73/100 NS: 74/100 |
| Иноязычные издания    |                                                             |
| Издание               | Оценка                                                      |
| Destructoid           | PC: 9/10                                                    |
| GameRevolution        | PC: 4,5/5 PS4: 3,5/5                                        |
| GameSpot              | PC: 8/10 XONE: 8/10 PS4: 8/10                               |
| IGN                   | PC: 8/10                                                    |
| Nintendo Life         | WIIU: 9/10                                                  |
| Nintendo World Report | WIIU: 8,5/10                                                |

Оценки от критиков оказались в основном положительными.
Представитель GameSpot назвал игру хардкорной версией   Shadow of the Colossus и Dark Souls, в  визуальном исполнении Dragon’s Lair и «Принцессы Мононоке». «„Jotun“ — удивительно дикая и яркая сказка на ночь, даже речь идёт о суровом и одиноком прохождении».
Обозреватели хвалили игру за её визуальный стиль, вручную прорисованных персонажей и чёткое распределение по цветовой палитре. Критику Game Revolution анимация напоминала мультфильмы из 80-х годов и он постоянно делал скриншоты. По мнению критика Destructoid, игра предлагает лучший звуковой дизайн, что он когда либо слышал, и прекрасно срежиссированный саундтрек. Рецензент Destructoid признался, что Тора — лучшее изображение женской героини, которую он встречал в видеоиграх, заметив, что она не худая/сексуализированная и не проявляет неуважения к своим врагам. Рецензенты назвали сам основной сюжет стандартным для компьютерной игры, но похвалили то, как игра выходит за её рамки, концентрируется на повествовании окружающего мира и раскрытии мифологии. Рецензент игромании сравнил в этом плане игру с «God of War», заметив что интересные персонажи и взаимодействия едва ли превращают игру в божественную Санта-Барбару, учитывая заезженность сюжетов про скандинавских богов.
Комментируя сам игровой процесс, критики прежде всего хвалили битвы с ётунами — игровыми боссам, заметив, на сколько маленькой в сравнение с ними выглядит главная героиня. В этом плане игра схожа с Shadow of the Colossus. Представитель IGN заметил, что сражения с ётунами — это как штормы между длительными исследованиями уровней. Критик Destructoid назвал сражения с ними лучшей частью игры, ётуны столь же прекрасны, сколь и ужасны и напоминают персонажей из «Логова Дракона» Дона Блута. Критики хвалили разнообразие и сложность битвы с ётунами, заметив что игроку придётся постоянно обороняться и продумывать план действий. Некоторые обозреватели раскритиковали неуклюжие движения героини во время боя. Боевую систему вытягивают на себе интересные враги. Критик Game Revolution упрекнул несбалансированную боевую систему и неотзывчивое управление, которое будет зачастую стоить игроку жизнь. Критик также назвал меню переключения способностей громоздким на столько, что им невозможно пользоваться во время сражения.
Критики хвалили дизайн уровней в Jotun. Рецензент Destructoid оценил то, как игра подготавливает игрока к битве с боссами, так как игровые уровни обеспечивают понимание и правильное использование каждой игровой механики. Представитель сайта Game Revolution также похвалил дизайн игровых уровней и плавно нарастающую сложность в игре. Всё это позволяет увлечься прохождением на протяжении от начала до конца. Критик GameSpot также оценил безупречно созданные и «обманчиво линейные» уровни, они создают иллюзию открытого и свободного мира, затмевающие своими размерами уровни в Diablo III. Дизайн уровней плотно переплетён с раскрытием внутриигровой мифологии. Рецензентами было отмечено, что игровой процесс в большей части — это путешествие по пустынным локациям. Представитель Destructoid предупредил, что игроки, любящие многочисленные сражения будут разочарованны, так как игра фокусируется на путешествии и окружающей атмосфере. Представитель Game Revolution счёл исследовательский аспект в игре излишним, сравнивая его порой со «сбором мусора», тем не менее это незначительный недостаток в хорошо спроектированных уровнях. Обозреватель Game Revolution заметил, что путешествие героини по пустынным пространствам навеивает гнетущую атмосферу одиночества, несмотря на в целом интересное прохождение, повторное возвращение в некоторые области может утомлять. Игру критиковали за её недостаточную длину, при обилии игрового материала, игроки могут остаться неудовлетворёнными. Рецензент IGN заметил, что Jotun — такой тип игры, который недопустимо быстро проходить, в нём нужно смаковать каждый уровень.
Летом 2018 года, благодаря уязвимости в защите Steam Web API, стало известно, что точное количество пользователей сервиса Steam, которые играли в Jotun: Valhalla Edition хотя бы один раз, составляет 1 022 556 человек.